# Polow da Don
Polow da Don, de son vrai nom Polow-Freache Jamal Fincher Jones, né à Atlanta, en Géorgie, est un producteur de musique américain. Bien qu'il évolue dans la musique depuis plusieurs années, il se fait surtout connaître à partir de 2005 en travaillant avec des artistes importants tels que Ludacris, Will Smith, Jamie Foxx, Ciara, Kelly Rowland, les Pussycat Dolls, Fergie, Rich Boy, Lloyd,, Kelis, Usher, Nelly ou encore Mario. Sa production est identifiable grâce à sa marque de fabrique : un roulement de percussions suivi de « 1, 2, 3, 4! » ou « Get Money ! ».

## Biographie
Polow est né et a grandi à Atlanta, en Géorgie. Sa mère est née au Japon. Adolescent, Polow écoute du hip-hop, notamment UGK, les Geto Boys et 8 Ball and MJG. Karesha, sa petite sœur l'aide ensuite à jouer du synthétiseur et à utiliser une MPC. Polow jouait au football américain et au basket-ball pour la Mount Vernon Christian Academy. Après de bons résultats, il intègre le Morehouse College pour passer un baccalauréat en comptabilité. Mais il quitte l'école pour poursuivre une carrière dans le rap, avec son groupe Jim Crow. Ils signent sur Sony Records en 1999 et y sortent deux albums : Crow's Nest (1999) et Right Quick (2001), avant d'être virés. Fortement déçu, Polow décide de former un groupe de hip-hop du Sud avec Bubba Sparxxx, Sean P, Pastor Troy, G Rock, et Timbaland.
Polow se lance ensuite dans la production musicale vers 2001. Il envoie une cassette de ses premiers beats au président d'Interscope Records, Jimmy Iovine. Ses productions sont ensuite utilisés par Ludacris (Runaway Love), les Pussycat Dolls (Buttons) ou encore par Tru-Life (This Is the Life), entre autres. En 2007, il fonde le label Zone 4, sur lequel sont signés Keri Hilson, Rich Boy, I15 et YV. En 2008, Polow est nommé auteur-compositeur de l'année à la 56e édition des BMI Pop Awards.
En 2011, Chris Brown organise une listening party à Atlanta aux côtés de Ludacris, Akon et Polow Da Don. En 2014, Polow Da Don compare Nicki Minaj à Missy Elliott avec son titre Anaconda auquel il participe au clip vidéo. En 2015, il participe à la production de la chanson Pay Me de Siobhan Bell et Iamiami.

## Discographie

### Productions notables
- 2002 : Jim Crow – Hot Wheels (Polow da Don Mix)
- 2003 : Gangsta Boo – Posted at the Bar
- 2004 : Mýa – Fallen (Zone 4 remix)
- 2006 : Chilli – Straight Jack (featuring Missy Elliott)
- 2006 : Ciara – Bang It Up, Promise
- 2006 : Field Mob – Baby Bend Over
- 2006 : Field Mob – At the Park (featuring Keri Hilson)
- 2006 : Flipsyde – Happy Birthday (Polow da Don Remix)
- 2006 : Fergie - London Bridge, Glamorous
- 2006 : J. Valentine – Keep It Goin' (featuring Keak da Sneak)
- 2006 : Jibbs – Let's Be Real (featuring J. Valentine)
- 2006 : Jibbs – Bring It Back
- 2006 : Medina – Number Man
- 2006 : Mýa – Shake It
- 2006 : Tru-Life – Tears (featuring Bobby Valentino)
- 2006 : Young Argo – Where I'm From (featuring Bow Wow)
- 2006 : Young Argo – Lock Down (featuring C-Bo)
- 2007 :  Big P – Breathe
- 2007 : Bone Thugs-n-Harmony – Assurance (iTunes bonus track)
- 2007 : Ciara – Get Up (Remix)
- 2007 : Ciara & R. Kelly – Promise (Go and Get Your Tickets Mix)
- 2007 : Fabolous – Real Playa Like (featuring Lloyd)
- 2007 : Fantasia Barrino – When I See U (Remix) (featuring Polow da Don & Young Jeezy)
- 2007 : Gia Farrell – Next
- 2007 : Gucci Mane – I Know Why (featuring Pimp C & Rich Boy)
- 2007 : Lost on Land – 24's
- 2007 : Mýa – Shake It Like a Dog (featuring Jim Jones)
- 2007 : Nicole Scherzinger – Baby Love (Zone 4 Remix) (featuring Will.I.Am)
- 2007 : Nicole Scherzinger – Who's Gonna Love You
- 2007 : R. Kelly – I Like Love
- 2007 : R. Kelly – Ringtone
- 2007 : Rich Boy – Ghetto Rich (featuring John Legend)
- 2007 : Rich Boy – Let's Get This Paper/Balla Life (morceau caché)
- 2007 : Rich Boy – Lost Girls (featuring Keri Hilson & Rock City) (coproduction)
- 2007 : Rich Boy – On the Regular
- 2007 : Rich Boy – Role Models (featuring David Banner & Attitude)  (produit avec Donnie Scantz)
- 2007 : Rich Boy – Touch That Ass
- 2007 : Slim Thug – Let Me Grind (featuring TGT)
- 2007 : Stat Quo – Hot Sauce
- 2007 : Tru-Life – Tears (featuring Bobby Valentino)
- 2007 : Tru-Life – This Is the Life (featuring Tara Lynne)
- 2007 : UTP – 1st Piece (featuring Juvenile & Rich Boy)
- 2007 : Will.I.Am – Ain't It Pretty
- 2007 : Will.I.Am – Dynamic Interlude
- 2007 : Will.I.Am – She's a Star
- 2007 : Hot Rod – Bump My Shit
- 2008 : Ciara – Pride (featuring Polow da Don)
- 2008 : Lloyd – Lose Control (featuring Nelly)
- 2008 : Lloyd - Party All Over Your Body
- 2008 : Mýa - Give It Up
- 2008 : Chrishan - U
- 2008 : Smitty – Ridiculous (featuring Trae)
- 2008 : Snoop Dogg – Why Did You Leave Me (produit avec Hit-Boy)
- 2008 : Solange - I Told You So
- 2008 : Usher - Love in This Club (featuring Young Jeezy)
- 2009 : 50 Cent – Hard Rock (featuring Ester Dean)
- 2009 : B.o.B – Higher
- 2009 : Britney Spears – Infectious
- 2009 : Chris Brown – Brown Skin Girl (featuring Rock City & Sean Paul) (produit avec Scott Storch)
- 2009 : Chris Brown – Gotta Be Ur Man
- 2009 : Chris Brown – I Love U (featuring Ester Dean) (produit avec Ester Dean)
- 2009 : Chris Brown – Movie
- 2009 : Chris Brown – So Cold (produit avec Ester Dean & Hotsauce)
- 2009 : Chris Brown – Wait (featuring Game & Trey Songz) (produit avec Hotsauce)
- 2009 : Ciara – I Don't Remember
- 2009 : Flo Rida – Rewind That (featuring R. Kelly)
- 2009 : I-15 – Tootie Frooty (featuring Ester Dean)
- 2009 : Keri Hilson – Turn Up the Radio
- 2009 : Lee Carr – Dream
- 2009 : Mary J. Blige – I Love U (Yes I Du)
- 2009 : Mary J. Blige – Queen
- 2009 : Nicole Scherzinger – Punchin'
- 2009 : Timbaland – Meet In tha Middle (featuring Bran'Nu)
- 2010 : Avery Storm – Ur Too Much
- 2010 : Christina Aguilera – I Hate Boys
- 2010 : Diddy-Dirty Money – Looking for Love (featuring Usher)
- 2010 : Diddy-Dirty Money – Your Love (featuring Trey Songz)
- 2010 : Dontae Peeps – Change (You Can Do Better)
- 2010 : Game – I Like Girls (featuring Red Café & Tyga)
- 2010 : Game – Would I Be Wrong? (featuring Akon)
- 2010 : Jaicko – In The Air
- 2010 : Keri Hilson – Bahm Bahm (Do It Once Again) / I Want You
- 2010 : Keri Hilson – Buyou (featuring J. Cole)
- 2010 : Keri Hilson – Fearless
- 2010 : Keri Hilson – Green Light
- 2010 : Keri Hilson – Ready to Fall (featuring Ne-Yo)
- 2010 : Latif – I Can't
- 2010 : Lasette – Signature
- 2010 : Monica – Nothing Like (featuring Ester Dean)
- 2010 : Ne-Yo – Man of the House
- 2010 : Nelly – Long Gone (featuring Plies & Chris Brown)
- 2010 : R. Kelly – Fireworks
- 2010 : Rich Boy – To the Floor (featuring Drake & Lloyd)
- 2010 : Rihanna – Fading
- 2010 : Ron Artest – Champions (Remix) (featuring T-Pain)
- 2010 : Soulja Boy – Grammy (featuring Ester Dean)
- 2010 : Teairra Mari – Operator
- 2010 : Tyrone – Love U Down (featuring Spitter)
- 2010 : Usher – Get In My Car (featuring Bun B & Trey Songz)
- 2011 : Chris Star – Leavin'
- 2011 : Chris Brown – Love Them Girls (featuring Game)
- 2011 : Game – TBA
- 2011 : Jay Rock – TBA
- 2011 : Jeezy – TBA
- 2011 : Lil Wayne - John (featuring Rick Ross)

### Singles notables
- 2005 : Party Starter de Will Smith
- 2005 : Pimpin' All Over the World de Ludacris (featuring Bobby Valentino) (produit avec Donnie Scantz)
- 2006 : London Bridge de Fergie
- 2006 : Buttons des Pussycat Dolls (featuring Snoop Dogg)
- 2006 : Runaway Love de Ludacris (featuring Mary J. Blige)
- 2006 : Promise de Ciara
- 2006 : Blindfold Me de Kelis (featuring Nas)
- 2007 : Get Buck de Young Buck
- 2007 : Glamorous de Fergie (featuring Ludacris)
- 2007 : Like This de Kelly Rowland (featuring Eve)
- 2007 : Throw Some D's de Rich Boy
- 2007 : Boy Looka Here de Rich Boy
- 2007 : Good Things de Rich Boy (featuring Keri Hilson & Polow da Don)
- 2007 : Let's Get This Paper de Rich Boy
- 2007 : Crying Out for Me de Mario
- 2007 : Whatever U Like de Nicole Scherzinger (featuring T.I.)
- 2008 : Love in This Club de Usher (featuring Young Jeezy)
- 2008 : Party People de Nelly (featuring Fergie)
- 2008 : One and Only de Nelly
- 2008 : Forever de Chris Brown
- 2008 : Turnin' Me On de Keri Hilson (featuring Lil Wayne)
- 2008 : I Gotta Dolla de YV (featuring Polow da Don)
- 2008 : Hero de Nas (featuring Keri Hilson)
- 2008 : Single de New Kids on the Block (featuring Ne-Yo)
- 2008 : Whatcha Think About That de Pussycat Dolls (featuring Missy Elliott)
- 2009 : Baby by Me de 50 Cent (featuring Ne-Yo)
- 2009 : Never Ever de Ciara (featuring Young Jeezy)
- 2009 : Patron Tequila des Paradiso Girls (featuring Lil Jon)
- 2009 : Outta Here de Esmée Denters (Produit avec Justin Timberlake)
- 2009 : Drop It Low de Ester Dean (featuring Chris Brown)
- 2009 : Medicine de Plies (featuring Keri Hilson)
- 2009 : Sex Therapy de Robin Thicke
- 2009 : Spotlight de Gucci Mane (featuring Usher)
- 2009 : Back to the Crib de Juelz Santana (featuring Chris Brown)
- 2009 : Stronger de Mary J. Blige
- 2009 : Shakin' It For Daddy de Robin Thicke (featuring Nicki Minaj & Ester Dean)
- 2009 : Drop de Rich Boy
- 2009 : Top of the World de Rich Boy (featuring Chili Chil & Polow Da Don)
- 2010 : Not Myself Tonight de Christina Aguilera.
- 2010 : Woohoo de Christina Aguilera (featuring Nicki Minaj)
- 2010 : The Way You Love Me de Keri Hilson (featuring Rick Ross)
- 2010 : Lay It Down de Lloyd
- 2010 : Here I Am (Remix) de Monica (featuring Trey Songz)
- 2010 : She Luvs Me (She Luvs Mi Knot) de Rich Boy (featuring Polow Da Don)
- 2010 : Already Taken de Trey Songz
- 2010 : Hot Tottie de Usher (featuring Jay-Z)
- 2010 : Lil' Freak de Usher (featuring Nicki Minaj)
- 2013 : What Happened to Us de Veronica (featuring 2 Chainz)